# 雷纳西米恩托区 (奇里基省)
多米尼克 是巴拿马奇里基省雷纳西米恩托区的一个城市。 该市面积为82.5平方（31.9平方英里），2010年时人口为998，故其人口密度为12.1名居民每平方（31名居民每平方英里）。多米尼克设立于2003年4月20日。